# Wigandia brevistyla
Wigandia brevistyla är en strävbladig växtart som beskrevs av Cornejo. Wigandia brevistyla ingår i släktet Wigandia och familjen strävbladiga växter. Inga underarter finns listade i Catalogue of Life.